# Hierodula rufopatellata
Hierodula rufopatellata är en bönsyrseart som beskrevs av Werner 1925. Hierodula rufopatellata ingår i släktet Hierodula och familjen Mantidae. Inga underarter finns listade i Catalogue of Life.